# Пилипенко Микола Васильович
Микола Васильович Пилипенко (нар. 22 квітня 1945, місто Джанкой, тепер Автономна Республіка Крим) — український діяч, головний технолог Джанкойсько-Сиваського дослідно-експериментального заводу Інституту хімії поверхні НАН України АР Крим. Народний депутат України 2-го скликання.

## Біографія
Народився у робітничій родині.
У 1962—1968 роках — студент факультету хімії матеріалів для електронної техніки Московського інституту тонкої хімічної технології імені Ломоносова, інженер-хімік-технолог з рідких і розсіяних елементів.
У 1968—1969 роках — змінний майстер дослідного заводу з виробництва рідкісноземельних металів у місті Верхня Пижма Свердловської області РРФСР.
У 1969—1971 роках — служба в Радянській армії, займався технічним обслуговування авіаційних хімічних боєприпасів.
У 1971—1979 роках — змінний майстер, технолог дільниці на дослідному заводі з виробництва рідкісноземельних металів у місті Верхня Пижма Свердловської області РРФСР. Член КПРС.
У 1980—1988 роках — інженер-дослідник на підземному атомному комбінаті з виробництва плутонію (для зброї) в місті Красноярську-26 РРФСР.
У 1988—1994 роках — інженер-технолог 1-ї категорії, головний технолог Джанкойсько-Сиваського дослідно-експериментального заводу Інституту хімії поверхні НАН України АР Крим. Член КПУ.
Народний депутат України з .04.1994 (2-й тур) до .04.1998, Джанкойський виборчий округ № 29, Республіка Крим. Голова підкомітету з питань науки Комітету з питань Чорнобильської катастрофи. Член депутатської фракції комуністів.

## Нагороди та відзнаки
Нагороджений медалями «Маршал Радянського Союзу Жуков» і «80-річчя Великої Жовтневої революції», почесним знаком «За гуманізм» (Союз «Чорнобиль України»).